# Berliner Luft
Berliner Luft (Aire de Berlín) es una composición de la opereta Frau Luna de 1899 creada por Paul Lincke, músico berlinés conocido como el padre de la opereta de Berlín. Con el tiempo se convirtió en el himno no oficial de la ciudad.
Es el bis tradicional de la Orquesta Filarmónica de Berlín durante celebraciones especiales, como Año Nuevo, festivales, etc.
Fue uno de los caballos de batalla de cantantes de opereta como Lizzi Waldmüller o cancionistas como Zarah Leander.

## Texto en alemán
Berlin! Hör' ich den Namen bloß,

da muss vergnügt ich lachen!

Wie kann man da für wenig Moos

den dicken Wilhelm machen!

Warum läßt man auf märk'schem Sand

gern alle Puppen tanzen?

Warum ist dort das Heimatland

der echte Berliner Pflanzen?

Das ist die Berliner Luft Luft Luft,

so mit ihrem holden Duft Duft Duft,

wo nur selten was verpufft pufft pufft,

in dem Duft Duft Duft

dieser Luft Luft Luft. Ja ja ja:

Das ist die Berliner Luft Luft Luft,

so mit ihrem holden Duft Duft Duft,

wo nur selten was verpufft pufft pufft,

in dem Duft Duft Duft

dieser Luft Luft Luft Luft.

Ich frug ein Kind mit jelbe Schuh:

Wie alt bist du denn, Kleene?

Da sagt sie schnippisch: "Du? Nanu,

ick werd' schon nächstens zehne?"

Doch fährt nach Britz sie mit Mama'n

da sagt die kleine Hexe

zum Schaffner von der Straßenbahn

Ick werd' erscht nächstens sechse!

Ja ja! Ja ja! Ja ja ja ja!

Das ist die Berliner Luft Luft Luft...

Der richtige Berliner gibt sich

gastfrei und bescheiden.

Drum ist er überall beliebt

und jeder mag ihn leiden.

Wenn sonst man "Mir kann keener" sagt

so sagt in jedem Falle

wenn's dem Berliner nicht behagt

er sanft: "Mir könn'se alle."

Ja ja! Ja ja! Ja ja ja ja!

Das ist die Berliner Luft Luft Luft...